# W krainie złota
W krainie złota – nowela autorstwa Henryka Sienkiewicza. Była publikowana po raz pierwszy na łamach "Nowych Mód Paryskich" w latach 1880-1881. 

## Treść
Treścią noweli jest historia miasteczka Sacramento na Dzikim Zachodzie. Jego historia rozpoczęła się z chwilą gdy podróżnik John Sutter odkrył w jego pobliżu złoża złota. Wtedy to w ogromnej ilości zaczęli napływać liczni osadnicy zwabieni chęcią wzbogacenia się. Za poszukiwaczami złota zjawili się handlarze, którzy chcieli zarobić na sprzedaży poszukiwaczom różnych towarów - nie brakowało wśród nich oszustów. Przybyła też grupa drwali, którzy pracowali przy karczowaniu okolicznych lasów i budowie domostw dla osadników. Mieszkańcy miasta byli zdemoralizowani przez trudne i niebezpieczne życie, na dodatek powszechnie dostępna była broń i alkohol dostarczane przez handlarzy. Nic też dziwnego, że w mieście często dochodziło do awantur, strzelanin, rabunków i mordów. Nie było prawie dnia by ktoś nie poniósł śmierci. Prawo wówczas nie istniało, a bandyci mogli się czuć bezkarni. Grupa mieszkańców, postanowiła powstrzymać falę przemocy i bezprawia, i zaprowadzić w mieście porządek. Powołała Komitet Bezpieczeństwa Publicznego, który miał karać śmiercią winnych kradzieży i zabójstw. Główna siłą komitetu byli drwale, którzy będąc najmniej zdemoralizowaną grupą w miasteczku, a przy tym zżytą ze sobą i zorganizowaną, poparli jednogłośnie tę inicjatywę. Wkrótce zaczęły się pierwsze egzekucję przestępców. Znacznej części mieszkańców, jednak ta inicjatywa się nie spodobała. Nie mogli się pogodzić z tym, że będą musieli poddać się prawu. W miasteczku doszło więc do wielodniowych zamieszek i walk ulicznych. Ostatecznie zwolennicy prawa odnieśli zwycięstwo, a schwytanych bandytów powieszono. Strzelaniny powtarzały się jeszcze w późniejszym okresie, jednak ostatecznie zwolennicy prawa wzięli górę. 
Znacznie większe uspokojenie miasteczka nastało, kiedy w mieście pojawiły się pierwsze białe kobiety. Mężczyźni nie chcąc zrazić do siebie dam, starali się zachowywać jak cywilizowani ludzie. Wpłynęło to na ogólne uspokojenie nastrojów.
W dalszej części utworu autor opisuje uczucie pomiędzy jednym z mieszkańców miasteczka - Rowsem a nowo przybyłą dziewczyną - Mary Monteray. Rows, by stać się godnym partnerem dla wykształconej kobiety, postanawia się ucywilizować i zacząć kształcić.